# Communauté d'agglomération de la Vallée de la Marne
Ne doit pas être confondu avec Communauté d'agglomération Paris - Vallée de la Marne.
La communauté d'agglomération de la Vallée de la Marne (CAVM) est une ancienne intercommunalité française, située dans le département du Val-de-Marne et la région Île-de-France.
Dans le cadre de la création de la métropole du Grand Paris, elle a disparu le 31 décembre 2015, ses communes ayant été rattachées à l'établissement public territorial Paris-Est-Marne et Bois.

## Historique
Dans le cadre de la mise en place de la métropole du Grand Paris, la loi portant nouvelle organisation territoriale de la République du 7 août 2015 (Loi NOTRe) prévoit la création d'établissements publics territoriaux (EPT), qui regroupent l'ensemble des communes de la métropole à l'exception de Paris, et assurent des fonctions de proximité en matière de politique de la ville, d'équipements culturels, socioculturels, socio-éducatifs et sportifs, d'eau et assainissement, de gestion des déchets ménagers et d'action sociale. 
La création des EPT s'accompagne de la suppression des EPCI à fiscalité propre situés dans leur périmètre, et qui exercent désormais les compétences que les communes avaient transférées aux intercommunalités supprimées.
L'EPT Paris-Est-Marne et Bois est créé par un décret du 11 décembre 2015. Celle-ci s'accompagne de l'intégration dans la nouvelle structure de l'ancienne communauté d'agglomération de la Vallée de la Marne.

## Territoire communautaire

### Composition
La communauté d'agglomération Vallée de la Marne regroupait deux communes : 
| Nom                          | Code Insee | Gentilé     | Superficie (km2) | Population (dernière pop. légale) | Densité (hab./km2) |
| ---------------------------- | ---------- | ----------- | ---------------- | --------------------------------- | ------------------ |
| Le Perreux-sur-Marne (siège) | 94058      | Perreuxiens | 3,96             | 33 720 (2014)                     | 8 515              |
| Nogent-sur-Marne             | 94052      | Nogentais   | 2,80             | 31 292 (2014)                     | 11 176             |

## Organisation

### Siège
Le siège de l'intercommunalité était au Perreux, 92 avenue du Général de Gaulle.

### Élus
La communauté d'agglomération était administrée par un conseil communautaire constitué, pour la mandature 2014-2015, de 18 représentants, à raison de 9 par commune.
Le conseil communautaire du 9 avril 2014 a réélu son président, Jacques J. P. Martin, Maire de Nogent-sur-Marne, désigné ses 5 vice-présidents, dont Gilles Carrez, 1er vice-président et maire du Perreux,.
Le bureau de l'intercommunalité était constitué du président, des vice-présidents et de deux conseillers délégués.

### Liste des présidents
| Période                                  | Période          | Identité             | Étiquette   | Qualité |
| ---------------------------------------- | ---------------- | -------------------- | ----------- | --- |
| Les données manquantes sont à compléter. |                  |                      |             | |
| ?                                        | octobre 2009     | Gilles Carrez        | UMP         | Maire du Perreux-sur-Marne (1992 → ) Liste des députés du Val-de-Marne (5e circ.) (1993 → )                                                    |
| octobre 2009                             | 31 décembre 2015 | Jacques J. P. Martin | UMP puis LR | Maire de Nogent-sur-Marne (2001 → ) Conseiller général (1988 → 2015) Président de l'EPT Est Parisien (2016 → ) Président du SIPPEREC (2014 → ) |

### Compétences
L'intercommunalité exerçait les compétences qui lui avaient été transférées conformément aux dispositions du Code général des collectivités territoriales. Il s'agissait de : 
- Le développement économique : aide à l’emploi, soutien à l’activité économique (entreprises, commerce et marchés alimentaires) et à l’activité touristique ;
- L'aménagement de l’espace communautaire : schéma de cohérence territoriale et schéma de secteur ;
- L’équilibre social de l’habitat : programme local de l'habitat (PLH), amélioration du bâti ;
- Le développement urbain et l’insertion sociale : soutien d’actions comme les cours d’alphabétisation, la Mission Locale ...
- La voirie d’intérêt communautaire : gestion des axes de façon homogène tant sur le plan technique qu’esthétique paysagère, signalisation lumineuse tricolore ;
- L’assainissement : remplacement, création ou réhabilitation des réseaux d’assainissement ;
- Équipements sportifs et culturels : maison de la Marne, île des Loups ;
- Environnement, cadre de vie, ordures ménagères : collecte et traitement des déchets, valorisation de la Marne ;
- Opérations d’aménagement urbain ;
- L’aménagement et l’entretien des cimetières ;
- Sécurité Incendie : prise en charge du versement du contingent incendie au service départemental de l’incendie et du secours[4].